# Bảng xếp hạng chất lượng đại học thế giới
Bảng xếp hạng chất lượng đại học thế giới (tiếng Trung: 世界大学学术排名),  thường được gọi là Bảng xếp hạng Thượng Hải (tiếng Anh: Shanghai Ranking) hoặc ARWU (tiếng Anh: Academic Ranking of World Universities), là một bảng xếp hạng trường đại học hàng năm do Đại học Giao thông Thượng Hải công bố lần đầu tiên vào năm 2003. 
Từ năm 2009, tổ chức Shanghai Ranking Consultancy công bố bảng xếp hạng với tư cách độc lập với các trường đại học, cơ quan nhà nước.
ARWU được coi là một trong ba bảng xếp hạng trường đại học có ảnh hưởng nhất trên thế giới, cùng với Bảng xếp hạng đại học thế giới Quacquarelli Symonds và Xếp hạng đại học thế giới Times Higher Education. Bảng xếp hạng được giới chuyên môn đánh giá tích cực về tính khách quan và phương pháp, nhưng bị chỉ trích rộng rãi vì thiên vị những trường đại học quy mô lớn.